# Psychotria diguana
Psychotria diguana là một loài thực vật có hoa trong họ Thiến thảo. Loài này được (Standl. & Steyerm.) C.M.Taylor miêu tả khoa học đầu tiên năm 1996.